# Jordal Amfi
Jordal Amfi är en inomhusarena i Oslo, Norge. Den har en publikkapacitet på 4 450 och invigdes 1952. Den är hemmaplan för Vålerenga IF:s ishockeylag.

## Historik
Jordal Amfi invigdes inför den olympiska ishockeyturneringen 1952, samt konståkningen.
I åratal handlade det om en utomhusarena, men 1971 byggdes ett tak sedan pengar donerats från norska konståkerskan Sonja Henies testamente. Därmed blev Jordal Amfi Norges sjätte ishall.
Arenan fick sitt moderna utseende till världsmästerskapet i ishockey för herrar 1999. 1989 byggdes en träningshall, Jordal Ungdomshall med plats för 400 åskådare.
Även proffsboxningsmatcher har avgjorts i arenan.

### Fotnoter
1. ↑  Ishockeybanor i Norge Arkiverad 6 juli 2011 hämtat från the Wayback Machine. på hockey.no
2. ↑  Boxrec: Jordal Amfi Arkiverad 3 december 2013 hämtat från the Wayback Machine.
3. ↑  Boxrec: Jordal Amfi Ice Stadium Arkiverad 3 december 2013 hämtat från the Wayback Machine.
4. ↑  Boxrec: Jordal Amfi Theater Arkiverad 3 december 2013 hämtat från the Wayback Machine.
5. ↑  Boxrec: Jordal Amfi Theatre Arkiverad 2 december 2013 hämtat från the Wayback Machine.